# 曼蒂凱拉山脈
曼蒂凱拉山脈（英語：Mantiqueira Mountains）是巴西的山脈，位於該國東南部，由聖保羅州、米納斯吉拉斯州和里約熱內盧州，全長約320公里，最高點海拔高度2,798米。这个名字表示大量的泉水和溪流是在那里发现的，该地区也作为巴西饮用水的来源之一。

## 外部連結
- Serra da Mantiqueira (葡萄牙语) （页面存档备份，存于）
- Terras Altas da Mantiqueira (葡萄牙语) （页面存档备份，存于）
- Itatiaia and Itamonte （页面存档备份，存于） {英语}
- Campos do Jordão （页面存档备份，存于） 坐落在曼蒂凯拉山脉的城市